# Encyclia naranjapatensis
Encyclia naranjapatensis är en orkidéart som beskrevs av Dodson. Encyclia naranjapatensis ingår i släktet Encyclia och familjen orkidéer. Inga underarter finns listade i Catalogue of Life.